# Lycosa muntea
Lycosa muntea är en spindelart som först beskrevs av Roewer 1960.  Lycosa muntea ingår i släktet Lycosa och familjen vargspindlar.
Artens utbredningsområde är Kongo. Inga underarter finns listade i Catalogue of Life.